# 53号美国国道
53号美国国道（英語：U.S. Route 53）是一条南北方向的美国国道。该公路连接了威斯康辛州拉克罗斯和加拿大安大略省弗朗西斯堡，全长403英里。